# 布林·韦尔
布林·韦尔（英語：Bryn Vaile，1956年8月16日—），英国男子帆船运动员。他曾代表英国参加1988年夏季奥林匹克运动会帆船比赛，联同迈克尔·麦金太尔获得一枚金牌。